# 沃倫 (新罕布什爾州)
沃倫（英語：Warren）是一個位於美國新罕布什爾州格拉夫頓縣的鎮。

## 人口
根據2020年美國人口普查的數據，沃倫的面積為126.90平方千米，當中陸地面積為125.70平方千米，而水域面積為1.20平方千米。當地共有人口825人，而人口密度為每平方千米7人。